# Új-Britannia
Új-Britannia Pápua Új-Guineához tartozó Csendes-óceáni sziget az ország keleti részén. A Melanéziához tartozó Bismarck-szigetek legnagyobb tagja. A legjelentősebb települések a szigeten Rabaul, Kokopo és Kimbe.

## Földrajza

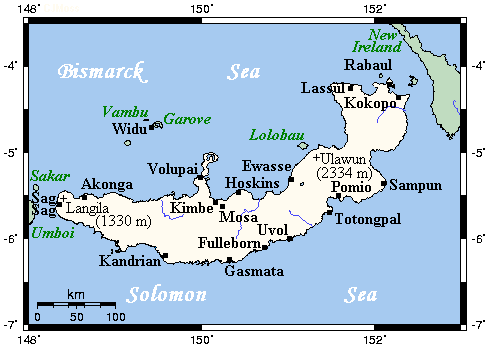
Új-Britannia térképe

A sziget sarló alakú, mintegy 520 km hosszan nyúlik el a Csendes-óceánon, szélessége 29 km és 146 km között váltakozik. A világ 38. legnagyobb szigete, területe 36 520 km². Északkeleti szomszédja Új-Írország, melytől a Szent György-csatorna választja el.
Belsejében magas hegységek húzódnak, amelyek trópusi esőerdőkkel borítottak. Egyes részein meredek sziklafalak tagolják a partját, de túlnyomórészt a partvonal lapos és korallzátonyok tarkítják. A vulkanizmus fontos szerepet játszott a sziget kialakulásában. Aktív tűzhányói többek között az Ulawun, Langila, Tavurvur, Vulcan.

## Népesség
Lakosságát a pápuák és az ausztronézek alkotják legnagyobb részben. Az ausztronézek adják a lakosság többségét, a pápuák létszáma kisebb és a sziget keleti felére korlátozódik. Az összlakosság 513 926 fő.

## Fordítás
- Ez a szócikk részben vagy egészben  a   New Britain című angol Wikipédia-szócikk fordításán alapul.  Az eredeti cikk szerkesztőit annak laptörténete sorolja fel. Ez a jelzés csupán a megfogalmazás eredetét és a szerzői jogokat jelzi, nem szolgál a cikkben szereplő információk forrásmegjelöléseként.